# Doissin
Doissin és un municipi francès situat al departament de la Isèra i a la regió d'Alvèrnia-Roine-Alps. L'any 2007 tenia 788 habitants.

## Demografia

### Població
El 2007 la població de fet de Doissin era de 788 persones. Hi havia 277 famílies de les quals 47 eren unipersonals (35 homes vivint sols i 12 dones vivint soles), 86 parelles sense fills, 125 parelles amb fills i 19 famílies monoparentals amb fills.
La població ha evolucionat segons el següent gràfic:
Habitants censats

### Habitatges
El 2007 hi havia 320 habitatges, 281 eren l'habitatge principal de la família, 22 eren segones residències i 17 estaven desocupats. 303 eren cases i 17 eren apartaments. Dels 281 habitatges principals, 239 estaven ocupats pels seus propietaris, 39 estaven llogats i ocupats pels llogaters i 4 estaven cedits a títol gratuït; 5 tenien dues cambres, 23 en tenien tres, 90 en tenien quatre i 164 en tenien cinc o més. 196 habitatges disposaven pel capbaix d'una plaça de pàrquing. A 97 habitatges hi havia un automòbil i a 171 n'hi havia dos o més.

### Piràmide de població
La piràmide de població per edats i sexe el 2009 era:
| Homes | Edats   | Dones |
| ----- | ------- | ----- |
| 0     | 95 o +  | 0     |
| 0     | 90 a 94 | 0     |
| 4     | 85 a 89 | 4     |
| 4     | 80 a 84 | 4     |
| 0     | 75 a 79 | 28    |
| 8     | 70 a 74 | 16    |
| 4     | 65 a 69 | 4     |
| 12    | 60 a 64 | 4     |
| 20    | 55 a 59 | 16    |
| 28    | 50 a 54 | 20    |
| 24    | 45 a 49 | 28    |
| 28    | 40 a 44 | 20    |
| 20    | 35 a 39 | 36    |
| 20    | 30 a 34 | 16    |
| 28    | 25 a 29 | 20    |
| 20    | 20 a 24 | 16    |
| 16    | 15 a 19 | 24    |
| 24    | 10 a 14 | 28    |
| 28    | 5 a 9   | 16    |
| 12    | 0 a 4   | 16    |

## Economia
El 2007 la població en edat de treballar era de 510 persones, 398 eren actives i 112 eren inactives. De les 398 persones actives 360 estaven ocupades (190 homes i 170 dones) i 37 estaven aturades (13 homes i 24 dones). De les 112 persones inactives 39 estaven jubilades, 41 estaven estudiant i 32 estaven classificades com a «altres inactius».

### Ingressos
El 2009 a Doissin hi havia 293 unitats fiscals que integraven 840,5 persones, la mediana anual d'ingressos fiscals per persona era de 18.206 €.

### Activitats econòmiques
Dels 34 establiments que hi havia el 2007, 1 era d'una empresa de fabricació de material elèctric, 7 d'empreses de fabricació d'altres productes industrials, 16 d'empreses de construcció, 4 d'empreses de comerç i reparació d'automòbils, 4 d'empreses de transport, 1 d'una empresa financera i 1 d'una empresa immobiliària.
Dels 16 establiments de servei als particulars que hi havia el 2009, 2 eren paletes, 6 guixaires pintors, 1 fusteria, 5 lampisteries, 1 electricista i 1 empresa de construcció.
L'any 2000 a Doissin hi havia 18 explotacions agrícoles que ocupaven un total de 612 hectàrees.

## Equipaments sanitaris i escolars
El 2009 hi havia una escola elemental.

## Poblacions més properes
El següent diagrama mostra les poblacions més properes.